# فردوسی و شاهنامه
فردوسی و شاهنامه کتابی از منوچهر مرتضوی است که در سال ۱۳۶۹ منتشر و در مراسم کتاب سال جمهوری اسلامی ایران به‌عنوان کتاب شایسته تقدیر معرفی شد.